# 崔利禮
崔利禮 MP 是一位加拿大政客，自2025年起擔任代表多倫多聖保羅選區选区的国会议员。

## 生涯
崔利禮是一位律师，曾担任外交官。 她参加了2024年多伦多—聖保羅選區联邦补选，但歷史性地輸給了保守黨候选人蕭堂安。 在2025年加拿大联邦选举，她再次在相同選區競選，並擊敗了爭取連任的蕭，當選為代表該選區的國會議員。 